# Жарок (Ленинградская область)
Жарок — посёлок при станции в Кусинском сельском поселении Киришского района Ленинградской области.

## История
Согласно данным переписи населения СССР 1926 года в населённом пункте казарма на 41 км. линии Мга — Будогощь Мурм. ж.д. Посадниковского сельсовета проживали 7 человек — все русские. 

Разъезд Жарок. 1937 год

Согласно топографической карте РККА 1937 года на месте современного посёлка находились железнодорожные казармы при разъезде Жарок.
Согласно переписи населения СССР 1939 года в населённом пункте Посадниковского сельсовета ж.д. будка 41 км проживали 39 мужчин и 43 женщины, всего 82 человека.
Посёлок при станции Жарок учитывается областными административными данными в составе Посадниковского сельсовета Киришского района с 1 января 1946 года.
С 1963 года в составе Волховского района.
С 1965 года вновь составе Киришского района. В 1965 году население посёлка при станции Жарок составляло 80 человек.
По данным 1966 и 1973 годов посёлок при станции Жарок входил в состав Турского сельсовета.
По данным 1990 года посёлок при станции Жарок входил в состав Кусинского сельсовета.
В 1997 году в посёлке при станции Жарок Кусинской волости проживали 2 человека, в 2002 году — 4 (русские — 75 %).
В 2007 году в посёлке при станции Жарок Кусинского СП не было постоянного населения, в 2010 году — проживали 11 человек.

## География
Посёлок при станции расположен в западной части района у железнодорожной станции Жарок, расположенной на линии Мга — Будогощь, Санкт-Петербургского отделения Октябрьской железной дороги.
Расстояние до административного центра поселения — 49 км.
К северу от посёлка находится болото Соколий Мох.

## Демография
| 1965 | 1997 | 2002 | 2007 | 2010 | 2017 |
| ---- | ---- | ---- | ---- | ---- | ---- |
| 80   | ↘2   | ↗4   | ↘0   | ↗11  | ↗14  |

### Национальный состав
Согласно данным Всероссийской переписи населения 2021 года в посёлке проживали 9 человек, все русские.